# Северный союз баптистов
Северный союз баптистов — религиозная организация, объединявшая баптистские общины на Северо-Востоке РСФСР/СССР. Существовал в 1922—1927 годах. Центром союза был Петроград (Ленинград). Входил в состав Всероссийского союза баптистов.
Согласно уставу, целями союза было:
«1) Проповедовать Евангелие всей твари (Марка 16, 15). 2) Разъяснение народу евангельских истин, бороться с суеверием и духовным невежеством, содействовать и умственному просвещению. 3) Всемерно содействовать поднятию уровня духовной жизни, единению и сплочению, как целых Общин, так и отдельных верующих. 4) Содействовать всему, что должно служить выражением братской любви, осуществляемой, как духовной, так и материальной взаимной поддержкой».

## Создание
Попытки наладить организованную работу по благовестию в Северной области вокруг Петрограда предпринимались еще в 1918 году. Однако, собственно,
Северный союз был создан в ходе съезда представителей общин северо-восточных губерний 1 — 4 марта 1922 года. Съезд проходил в Петрограде. В работе съезда приняло участие 18 делегатов: из семи губерний Северной области Всероссийского союза баптистов присутствовали представители четырех — Петроградской, Новогородской, Псковской и Олонецкой, а также представители национальных общин (латышской, немецкой, эстонской) и уполномоченные от Всероссийского союза баптистов.
Позднее в Северный союз вошли общины губерний: Петроградской, Псковской, Новгородской (с Латышской секцией), Череповецкой, Архангельской, Северо-Двинской, Мурманской, Вологодской, Вятской, а также Карельской республики и Автономной области Коми (Зырян).

## Руководство
Высшим органом Северного союза являлся съезд, который, согласно Уставу союза, должен был проводиться не реже одного раза в год. Для правления делами союза съезд выбирал из своей среды Совет, состоящий из председателя и помощника (заместителя) и двух членов Совета, а также секретаря и казначея.
В руководство Северного союза входили Иван Никитович Шилов, Алексей Петрович Петров и др.

## Пацифизм
Руководство Северного союза последовательно стояло на позициях христианского пацифизма. В 1923 году, в ходе 25-го Всесоюзного съезда баптистов председатель Северного союза И. Н. Шилов в числе 21 делегата был арестован (и впоследствии выслан в Туруханский край) за противодействие «милитаристской» резолюции съезда, которую пыталась «продавить» Антирелигиозная комиссия.
Поскольку 25-й Всесоюзный съезд баптистов так и не принял нужную Антирелигиозной комиссии однозначно отрицательную резолюцию в отношении пацифизма, этот вопрос был вновь поставлен на повестку следующего 26-го Всесоюзного съезда, который проходил в декабре 1926 года.
«Будучи пресвитером Дома Евангелия в Ленинграде и секретарем Северного союза, я должен был присутствовать на этом съезде. Наше Правление Северного союза было против того, чтобы военный вопрос обсуждался на съезде. Мы были убеждены в том, что лучше бы его совсем не затрагивать, а оставить его на совести каждого верующего, как это делается в общинах верующих за границей. ГПУ через своих секретных сотрудников прекрасно знало о наших убеждениях по данному вопросу и решило, что если мы будем присутствовать на этом съезде, то мы можем помешать провести этот вопрос, а поэтому решили нас не допустить на съезд», — вспоминал А. П. Петров.
А. П. Петров и вернувшийся из ссылки И. Н. Шилов были арестованы 7 декабря. Был арестован также благовестник Северного союза Иван Яковлевич Леварт, считавший службу в армии вопросом личных убеждений христианина. Декабрьский съезд прошел без них. На этот раз на нём была принята устраивающая ГПУ резолюция с однозначным отрицанием христианского пацифизма. В феврале 1927 года Шилов, Петров и Леварт были отпущены.

## Прекращение деятельности союза
На одном из совещаний Правления Северного союза было принято решение о проведении своего съезда с обсуждением вопроса об обязательности для верующих службы с оружием в руках. Начало съезда было назначен на 1 июня 1927 года. За день до съезда 11 делегатов были вызваны в ГПУ где с каждым из них была проведена беседа о необходимости согласиться с антипацифистской резолюцией 26-го Всесоюзного съезда.
Несмотря на давление, съезд после трехдневного обсуждения принял резолюцию:
«Если христианин подлежащий отбыванию воинской повинности убежден, что можно вступать в Армию и нести службу наравне со всеми гражданами, то мы должны все же считать его своим братом и иметь с ним общение. Если же кто из членов убежден, что не может нести военной службы, то мы его не имеем права насиловать его убеждения и совесть».
По окончании съезда, в июне-июле 1927 года было арестовано все Правление Северного союза: Шилов Иван Никитович, Петров Алексей Петрович, Леварт Иван Яковлевич, Мамулин Василий Васильевич, Алексеев Григорий Иванович. Особое Совещание при Коллегии ОГПУ от 13 января 1928 года осудило каждого к 3 годам концлагерей по ложному обвинению: «Северный Союз баптистов проводил в жизнь заграничные директивы,
ведя агитацию за отказ служить в армии, получая за это вознаграждение». В 1930 году, после освобождения из лагерей, они были повторно арестованы и осуждены к трехлетней ссылке.
С арестом членов Правления в 1927 году деятельность Северного союза баптистов прекратилась.